# Donat (biskup Zadaru)
Donat, biskup Zadaru (zm. ok. 811) – biskup Zadaru, święty Kościoła katolickiego.
Jego Wspomnienie liturgiczne obchodzone jest 25 lutego.